# Таганрозьке повстання
Таганрозьке повстання, також Лютневе повстання в Таганрозькій окрузі — повстання селян Таганрозького округу проти частин Добровольчої армії в лютому 1919 року.
З самого початку повстання в слободі Федорівці 14 лютого, повстанці намагалися організувати і координувати повстання в усій окрузі. Але через те, що одні волості повстали раніше, інші пізніше – це завадило іншим волостям розвинути єдність дій. Для координації дій повстанців 20 лютого був створений Центральний повстанський комітет, який повинен був координувати повстання в окрузі, але різні повстанські штаби часто діяли самостійно, не виконуючи постанови ЦПК.

## Історія

### Передісторія
Добровольча дивізія Май-Маєвського зайняла Таганрозький округ в грудні 1918 року, більшість населення округу 71 % були українцями інші були російськими робітниками і перші і другі були вороже налаштовані по відношенню до нової влади. У січні 1919 року в розташування Май-Маєвського в Донбас прибула ще одна добровольча дивізія. Накопичення військ в окрузі призвело до наростання невдоволення місцевого селянства.

### Повстання
В окрузі на початку лютого почалася мобілізація в Добровольчу армію проти якої виступало місцеве населення, повсюдно відбувалися заворушення. Всього вдалося провести моблілзацію в 14 волостях з 59. 14 лютого в Федорівку прибув мобілізаційний загін з 75 козаків. У станиці і її околицях багато стали хвилюватися, для обговорення подальших дій в Федорівку прибули делегати з навколишніх сіл. На збори прибули Бичков Тимофій, Житников Іван, Бугров Андрій збори очолив Горланов Дмитро. У Федорівці був створений повстанський штаб, який розіслав вістових в Ханжонкове, Козловку, Гробова, Платове, та інші місця для організації повстання на місцях і прибуття частини повстанців в Федорівку для роззброєння козаків. 14 лютого повстанці що прибули з навколишніх сіл підняли повстання в Федорівці.
На місцях повстанням керували різні повстанські штаби, які підпорядковувалися Центральному повстанському штабу який знаходився на станції Ханжонкове в Макіївці. Але центром повстання стала Федорівка де знаходився оперативний штаб.
В цей же час із заходу на допомогу повсталим прийшли окремі загони махновців і частин РПАУ. Про це було повідомлено в Телеграма Май-Маєвському:
```
"Телеграма. Генералу Май-Маєвському, ст. Кринична. Копія. Наштаглав - Катеринодар. 18 лютого 1919 р За повідомленням станичного отамана ст. Ново-Миколаївської, Таганрозького округу, в оточуючих станицю волостях відбулося повстання. Командарм просить розпорядження про посилку в зазначений район відповідної команди для придушення повстання і про наступному повідомленні. №1070. Наштарм Кельчевский. "
```

20 лютого 1919 року окружний отаман Жученко, повідомляв що повстання поширилося воно вже охопило 13 волостей, у повсталих були кулемети.В цей же день генерал Май-Маєвський повідомив що на усмереніе повсталих хліборобів він посилає 2-й Кубанський Лабінський полк.
25 лютого окружний отаман Жученко повідомляв в Ростов:
```
"Загін, який був надісланий з гарнізону станиці Кутейниково, зєднались з польським ескадроном. Сполученим загоном 23 лютого з боєм взята село Кузнецово-Михайлівка. Противник біг на Александрово ... За повідомленням від 23 лютого начальник пішого загону, відряджений з Амвросіївки, пройшов до селища Греково -Тімофіївка, де отримав відомості що в селі Федорівці сконцентровано великі сили до 2-х тисяч бунтівників.За повідомленням Лабінського полку прибув вчора в селище Покровське при станції Нікліновка, 25 з боєм зайнята Миколаївка ...
```

Зіткнення з повстанцями тривали до кінця лютого поки останні загін не покинули округ і не приєдналися до махновців які тримали фронт в Маріупольському повіті.

## Основні події
- Бій в Кузнецово-Михайлівці
- Бої за Федорівку
- Бої за Ново-Миколаївку